# Unterseeboot 155 (1941)
Pour les articles homonymes, voir Unterseeboot 155.
L'Unterseeboot 155 (ou U-155) est un sous-marin allemand (U-Boot) de type IX.C utilisé par la Kriegsmarine pendant la Seconde Guerre mondiale.

## Historique
Mis en service le 19 juillet 1941, l'Unterseeboot 155 suit sa formation initiale à Stettin en Allemagne au sein de la 4. Unterseebootsflottille jusqu'au 31 janvier 1942, il rejoint sa flottille de combat à Lorient en France, dans la 10. Unterseebootsflottille. Devant l'avancée des forces alliées en France et pour éviter la capture, il est affecté à la 33. Unterseebootsflottille à Flensbourg en Allemagne.
Il quitte le port de Kiel pour sa première patrouille le 7 février 1942 sous les ordres du Kapitänleutnant Adolf Cornelius Piening. Après 49 jours en mer et un palmarès de trois navires marchands coulés pour un total de 17 657 tonneaux, il rejoint la base sous-marine de Lorient le 27 mars 1942.
L'Unterseeboot 155 effectue dix patrouilles, coulant 25 navires marchands pour un total de 126 664 tonneaux, un navire de guerre de 13 785 tonnes et endommageant un navire de guerre auxiliaire de 6 736 tonneaux au cours de ses 607 jours en mer.
Le 19 août 1942, l'un des membres d'équipage (Maschinengefreiter Konrad Garneier) passe par-dessus bord au cours d'une attaque aérienne au large des côtes de la Guyane française en Amérique du Sud.
En septembre 1942 il Revient à Lorient d'une mission de plus de 2 mois dans les Caraïbes ou 10 bateaux ont été coulés. Le U-155 a ensuite été attaqué en surface, une première fois par un avion le 16 aout, puis une deuxième fois le 19 aout ou Konraf Garneier est tombé à la mer, puis le 20 aout, à ce moment le U-Boot à réussi à s'échapper mais ne pouvais plus plonger. Malgré des tentatives de réparation avec le U-510 puis le ravitailleur U-460 le 7 septembre, il ne peut replonger mais arrive tout de même jusqu'à Lorient en traversant l'Atlantique en surface 
En novembre 1942 il part pour l'Antarctique mais sera dirigé le 8 novembre vers Gibraltar suite au débarquement allié en Afrique du Nord tout comme beaucoup d'autres U-Boots.
En décembre 1942 il revient de l'attaque des bateaux alliés couvrant le débarquement en Afrique du Nord, il aura coulé le porte avion d'escorte de 13 785 tonnes HMS Avenger, le transport de troupe britannique de 11 279 tonnes Ettrick, un cargo néerlandais de 8 456 tonnes et endommagé un bateau transport de matériel
En février 1943 il part vers le Golfe du Mexique et la Floride
Le 27 avril 1943, rentrant en France, l'U-Boot repousse une attaque nocturne d'un aéronef non identifié ; il atteint Lorient trois jours plus tard.
Le 14 juin 1943, l'U-155 subit une attaque d'aéronefs et parvient à abattre un De Havilland DH.98 Mosquito polonais HJ648 (Squadron 307 RAF/B).

Le même jour à 9 heures 29 minutes, dans le golfe de Gascogne au nord de La Corogne, quatre avions Mosquito (trois du Squadron 307 RAF/B et l'autre du Squadron 410 ARC) attaquent un groupe de cinq U-Boote en surface (U-68, U-155, U-159, U-415 et U-634). Le premier Mosquito mitraille l'U-68 et l'U-155, son moteur gauche s'arrête, touché par la DCA de l'un des U-Boote ; l'avion est forcé de retourner à sa base de Predannack, où il se pose sur le ventre. Un second Mosquito fait une passe d'attaque, sans tirer. Les autres avions sont éloignés par un intense barrage de flak. Cinq des membres d'équipage de l' U-155 sont blessés, dont deux gravement. L'U-Boot retourne à sa base avec l'U-68, dont il accueille le médecin pour soigner des blessés en chemin.
En Aout 1943 il servit de ravitailleur dans les îles du Cap-Vert pour les U-168, U-183 et U-188 qui partaient vers l'Océan Indien.
Le 21 novembre 1943, l'U-155 est gravement endommagé par l'aviation ennemie.
En janvier 1944 il revient à Lorient d'une opération de 3 mois et demi sur les côtes du Brésil avec un fanion, endommagé par attaque aérienne le le 23 novembre 1943.
En Mars 1944 il pars en mission dans le golfe de Guinée, il y reviendra 3 mois plus tard avec le U-190 et le U-505 sans succès. il se feront attaqués  le 23 juin 1944 devant Lorient, un Mosquito (RAF Squadron 248 / P) attaque l'U-Boot. Deux hommes d'équipage (Matrosenobergefreiter Karl Lohmeier, Mechanikerobergefreiter Friedrich Feller) sont tués et sept autres blessés. L'U-155 approchait le port quand il a été attaqué et atteint Lorient le même jour.
le 9 septembre 1944 il quitte la base de Lorient pour Flensburg (Allemagne) ce serra le dernier U-boot à quitter Lorient.
En souvenir à son ancienne base, l'inscription "Lorient" à été peinte sur le devant du kiosque.
Le 4 mai 1945, l'U-155 est en route avec l'U-680 et avec l'U-1233 de l'Allemagne vers la Norvège à travers la Petite Ceinture[Quoi ?] quand ils sont mitraillés par des chasseurs North American P-51 Mustang (RAF Squadron 126 / B). L'assaut cesse après que l'U-Boot ait abattu l'appareil du commandant de l'escadron.
L'Unterseeboot se rend le 5 mai 1945 à Baring Bay près de Fredericia au Danemark.

Après la reddition de l'Allemagne nazie, l'U-155 est convoyé le 30 juin 1945, de Wilhelmshaven à Loch Ryan en Écosse pour sa destruction (opération Deadlight) ; il est sabordé par les forces alliées le 21 décembre 1945 à la position géographique de 55° 35′ N, 7° 39′ O.

## Affectations successives
- 4. Unterseebootsflottille du 23 août 1941 au 31 janvier 1942 (entrainement)
- 10. Unterseebootsflottille du 1er février 1942 au 14 août 1944 (service actif)
- 33. Unterseebootsflottille du 15 août 1944 au 8 mai 1945 (service actif)

## Commandement
- Kapitänleutnant, puis korvettenkapitän Adolf Cornelius Piening du 23 août 1941 à février 1944
- Johannes Rudolph de février 1944 au 14 août 1944
- Ludwig-Ferdinand von Friedeburg du 15 août 1944 à novembre 1944
- Johannes Rudolph de novembre 1944 à décembre 1944
- Kapitänleutnant Erwin Witte de décembre 1944 au 20 avril 1945
- Oberleutnant zur See Friedrich Altmeier du 21 avril 1945 au 8 mai 1945

Nota: Les noms de commandants sans indication de grade signifie que leur grade n'est pas connu avec certitude à notre époque (2013) à la date de la prise de commandement

## Patrouilles
|       | Commandant                           | Départ            | Départ  | Arrivée           | Arrivée   | Jours     | Succès    |
| ----- | ------------------------------------ | ----------------- | ------- | ----------------- | --------- | --------- | --------- |
| 1     | Kptlt. Adolf Cornelius Piening       | 7 février 1942    | Kiel    | 27 mars 1942      | Lorient   | 49 jours  | 17 657    |
| 2     | Kptlt. Adolf Cornelius Piening       | 24 avril 1942     | Lorient | 14 juin 1942      | Lorient   | 52 jours  | 32 392    |
| 3     | Kptlt. Adolf Cornelius Piening       | 9 juillet 1942    | Lorient | 15 septembre 1942 | Lorient   | 69 jours  | 43 514    |
| 4     | Kptlt. Adolf Cornelius Piening       | 7 novembre 1942   | Lorient | 30 décembre 1942  | Lorient   | 54 jours  | 40 256    |
| 5     | Kptlt. Adolf Cornelius Piening       | 8 février 1943    | Lorient | 30 avril 1943     | Lorient   | 82 jours  | 7 973     |
| 6     | KrvKpt. Adolf Cornelius Piening      | 10 juin 1943      | Lorient | 16 juin 1943      | Lorient   | 7 jours   |           |
| 7     | KrvKpt. Adolf Cornelius Piening      | 30 juin 1943      | Lorient | 11 août 1943      | Lorient   | 43 jours  |           |
|       | KrvKpt. Adolf Cornelius Piening      | 18 septembre 1943 | Lorient | 19 septembre 1943 | Brest     | 2 jours   |           |
| 8     | KrvKpt. Adolf Cornelius Piening      | 21 septembre 1943 | Brest   | 1er janvier 1944  | Lorient   | 103 jours | 5 393     |
|       | Oblt. Johannes Rudolph               | 5 mars 1944       | Lorient | 6 mars 1944       | Lorient   | 2 jours   |           |
| 9     | Oblt. Johannes Rudolph               | 11 mars 1944      | Lorient | 283 juin 1944     | Lorient   | 105 jours |           |
| 10    | Ltn. Ludwig-Ferdinand von Friedeburg | 9 septembre 1944  | Lorient | 21 octobre 1944   | Flensburg | 43 jours  |           |
| Total | Total                                | Total             | Total   | Total             | Total     | 607 jours | 147 185 t |

Note : Ltn. = Leutnant zur See - Oblt. = Oberleutnant zur See - Kptlt. = Kapitänleutnant - KrvKpt. = Korvettenkapitän

### OpérationsWolfpack
L'U-155 a opéré avec les Wolfpacks (meute de loups) durant sa carrière opérationnelle:
1. Westwall (8 novembre 1942 - 16 décembre 1942)

## Navires coulés
L'U-155 a coulé 25 navires marchands pour un total de 126 664 tonneaux, un navire de guerre de 13 785 tonnes et a endommagé un navire de guerre auxiliaire de 6 736 tonneaux pendant les dix patrouilles (607 jours en mer) qu'il effectua pendant sa carrière.
| Date             | Nom                      | Nationalité     | Tonnage (GRT) | Fait      |
| ---------------- | ------------------------ | --------------- | ------------- | --------- |
| 22 février 1942  | Adellen                  | Grande-Bretagne | 7 984         | Coulé     |
| 22 février 1942  | Sama                     | Norvège         | 1 799         | Coulé     |
| 7 mars 1942      | Arabutan                 | Brésil          | 7 874         | Coulé     |
| 14 mai 1942      | Brabant                  | Belgique        | 2 483         | Coulé     |
| 17 mai 1942      | USS Challenger (ID-3630) | USA             | 7 667         | Coulé     |
| 17 mai 1942      | San Victorio             | Grande-Bretagne | 8 136         | Coulé     |
| 20 mai 1942      | Sylvan Arrow             | Panama          | 7 797         | Coulé     |
| 23 mai 1942      | Watsonville              | Panama          | 2 220         | Coulé     |
| 28 mai 1942      | Poseidon                 | Pays-Bas        | 1 928         | Coulé     |
| 30 mai 1942      | Baghdad                  | Norvège         | 2 161         | Coulé     |
| 28 juillet 1942  | Barbacena                | Brésil          | 4 772         | Coulé     |
| 28 juillet 1942  | Piave                    | Brésil          | 2 347         | Coulé     |
| 28 juillet 1942  | Bill                     | Norvège         | 2 445         | Coulé     |
| 30 juillet 1942  | Cranford                 | USA             | 6 096         | Coulé     |
| 1er août 1942    | Clan Macnaughton         | Grande-Bretagne | 8 088         | Coulé     |
| 1er août 1942    | Kentaur                  | Pays-Bas        | 5 878         | Coulé     |
| 4 août 1942      | SS Empire Arnold         | Grande-Bretagne | 7 045         | Coulé     |
| 5 août 1942      | Draco                    | Pays-Bas        | 389           | Coulé     |
| 9 août 1942      | San Emiliano             | Grande-Bretagne | 8 071         | Coulé     |
| 10 août 1942     | Strabo                   | Pays-Bas        | 383           | Coulé     |
| 15 novembre 1942 | Ettrick                  | Grande-Bretagne | 11 279        | Coulé     |
| 15 novembre 1942 | HMS Avenger              | Grande-Bretagne | 13 785        | Coulé     |
| 15 novembre 1942 | USS Almaack              | USA             | 6 736         | Endommagé |
| 6 décembre 1942  | Serooskerk               | Pays-Bas        | 8 456         | Coulé     |
| 2 avril 1943     | Lysefjord                | Norvège         | 1 091         | Coulé     |
| 3 avril 1943     | Gulfstate                | USA             | 6 882         | Coulé     |
| 24 octobre 1943  | Siranger                 | Norvège         | 5 393         | Coulé     |